# Dichogamie
Als Dichogamie (aus altgriechisch δίχα dícha, „zweifach, doppelt“ und γάμος  gamos,  „Hochzeit, Ehe“), zeitliche Geschlechtertrennung, bezeichnet man in der Fortpflanzungsbiologie der Zoologie und Botanik das Phänomen unterschiedlicher Reifezeitpunkte von weiblichen und männlichen Geschlechtsorganen.

## Allgemeine Definitionen
Eine Dichogamie tritt normalerweise bei zwittrigen Blüten (intraflorale Dichogamie) und Tieren auf, sie existiert aber auch bei den diklinen Pflanzen (interflorale Dichogamie), bei denen männliche und weibliche Blüten separat vorliegen. Bei Zwittern gibt es zwei verschiedene Formen mit tendenziell unterschiedlichen Zielen, die Proterogynie (vorweiblich, weibliche Reife tritt früher ein) und die Proterandrie (vormännlich, männliche Reife tritt früher ein); reifen sie gleichzeitig, nennt man das Homo- oder Adichogamie. Bei diklinen Pflanzen, bei denen die weiblichen Blüten zuerst reifen, spricht man von Metandrie, reifen die männlichen Blüten zuerst, von Metagynie; die gleichzeitige Reifung heißt hier Synchronogamie.
Man unterscheidet verschiedene Unterformen:
- Heterodichogamie: Das Vorkommen metandrischer und metagynischer Individuen bei einer Pflanzenart oder das Schwanken einer Art zwischen protogyner und proterandrischer Dichogamie, wobei die im männlichen Zustand befindlichen Blüten zur gleichen Zeit blühen, wie die im weiblichen Zustand befindlichen Blüten.[2]
- Homodichogamie: Bezeichnet das Vorkommen von homogamen und dichogamen Individuen bei einer Art.[2]
- Duodichogamie: eine Abfolge von männlichen, dann weiblichen und wieder männlichen Blüten, wie bei der Edelkastanie (Castanea sativa).
- Synchrone Dichogamie (temporale Diözie): Die männlichen und weiblichen Fortpflanzungsorgane auf einer Pflanze erscheinen oder reifen zu verschiedenen Zeiten am Tag.[3]
- Diecodichogamie: Auftreten sowohl einer früheren männlichen, als auch einer früheren weiblichen Reifung bei einigen Individuen einer dichogamen Population.
- Ecodichogamie: Unterschiedliche Reifezeitpunkte von männlichen und weiblichen Individuen bei zweihäusigen Pflanzen.[4]

## Dichogamie in der Zoologie
Fast alle Plattwürmer sind Zwitter (Hermaphroditen). In der Regel reifen dabei die männlichen Gonaden zuerst (Proterandrie oder Vormännlichkeit). Selten kommt der umgekehrte Fall vor (Proterogynie oder Vorweiblichkeit). Dichogamie vermeidet Selbstbefruchtung und fördert damit die gegenseitige Befruchtung. Die Spermien werden in der Samentasche aufbewahrt, bis die Eizellen gereift sind. Danach erfolgt die Befruchtung im Ootyp (erweiterter Anfangsabschnitt des Uterus vieler Saugwürmer).

### Proterandrie
Unter Proterandrie versteht man die im Tier- und Pflanzenreich auch gelegentlich vorkommende Sonderform der Zwittrigkeit, bei der das Individuum im Verlauf seines Lebens zunächst männliche Geschlechtsteile entwickelt und andere, „weibliche“, also ältere Artgenossen begattet. Mit zunehmendem Alter bildet es allmählich mehr und mehr weibliche Geschlechtsteile aus und männliche Geschlechtsteile zurück. Dieser Vorgang führt schließlich zu einem vollentwickelten weiblichen Individuum. Beispiele finden sich bei den meisten Schneckenarten, bei Regenwürmern sowie einigen Meereslebewesen. Zu den proterandrischen Meereslebewesen zählen einige Meerespolypen und marine Muscheln oder auch die Anemonenfische (Clownfische), die Goldbrassen und die Nasenmuränen.

### Proterogynie
Zwittrigkeit in umgekehrter Reihenfolge, also vom Weibchen zum Männchen, wird als Proterogynie bezeichnet. Bei einigen Wirbeltieren, darunter manchen marinen Barschverwandten (Percomorphaceae), kommt es zu dieser Form der entwicklungsbedingten Geschlechtsumwandlung.

## Dichogamie in der Botanik

### Proterogynie
Von Proterogynie (auch Protogynie oder Vor- oder Erstweiblichkeit) spricht man, wenn die weiblichen Geschlechtsorgane (Fruchtblätter) vor den männlichen (den Staubbeuteln) reifen. Wenn Selbstfertilität gegeben ist, verhindert ein völlig getrennter Reifezeitpunkt der Geschlechtsorgane eine Selbstbestäubung vollständig (starke Proterogynie), ein zeitlich nur teilweise versetzter Reifezeitpunkt begünstigt zwar eine Fremdbestäubung, erlaubt aber die Selbstbestäubung der Blüte, falls diese bisher unbestäubt blieb (schwache Proterogynie).

#### Beispiele für Proterogynie
- Alpen-Fettkraut (schwach ausgeprägt)
- Flamingoblume
- Haselnuss
- Kerguelenkohl
- Pekannuss
- Wasserreis (Zizania)

### Proterandrie
Im Gegensatz zur Proterogynie steht die Proterandrie (auch Protandrie, Proteroandrie, Protoandrie oder Vor- oder Erstmännlichkeit). Hier reifen die Staubbeutel vor den Fruchtblättern, der Pollen wird also entlassen, bevor der Stempel ausgereift ist. Zwar wird dadurch ebenfalls eine Selbstbestäubung ausgeschlossen; da sich Proterandrie jedoch auch häufig bei selbststerilen Blüten findet, wird auch in Betracht gezogen, dass dadurch eine Blockierung der Narbe durch eigene Pollen ausgeschlossen wird und so die erforderliche Bestäubung durch andere Individuen verstärkt erhalten wird.

#### Beispiele für Proterandrie
- Salbei
- Glockenblume
- Gemeine Akelei
- Jungfer im Grünen
- Schmalblättriges Weidenröschen
- Mais
- Drüsiges Springkraut